# Kornelimünster
Kornelimünster ist eine Ortschaft an der Inde im Münsterländchen und südöstlicher Stadtteil von Aachen (Stadtbezirk Kornelimünster/Walheim).

## Geschichte

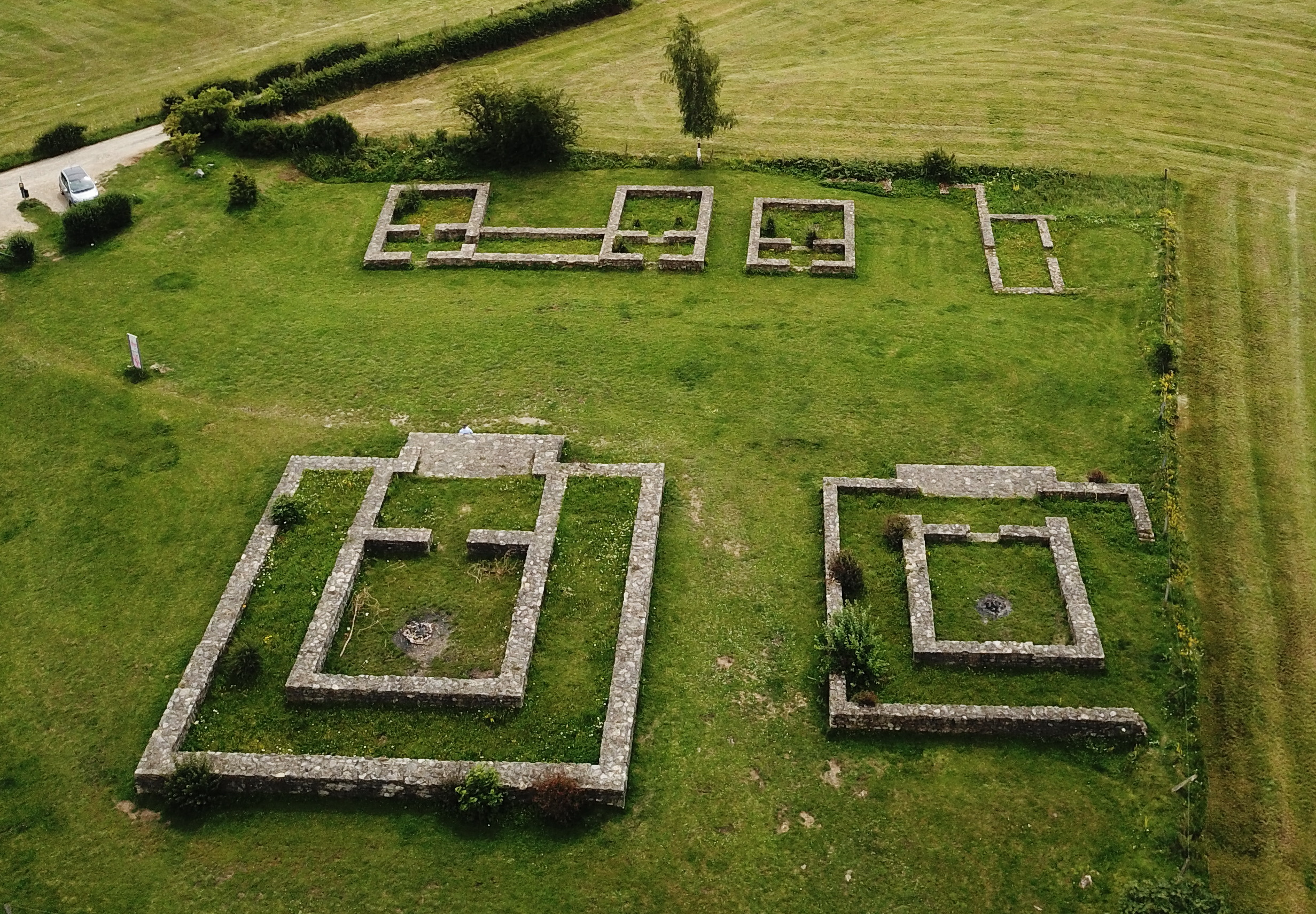
Varnenum

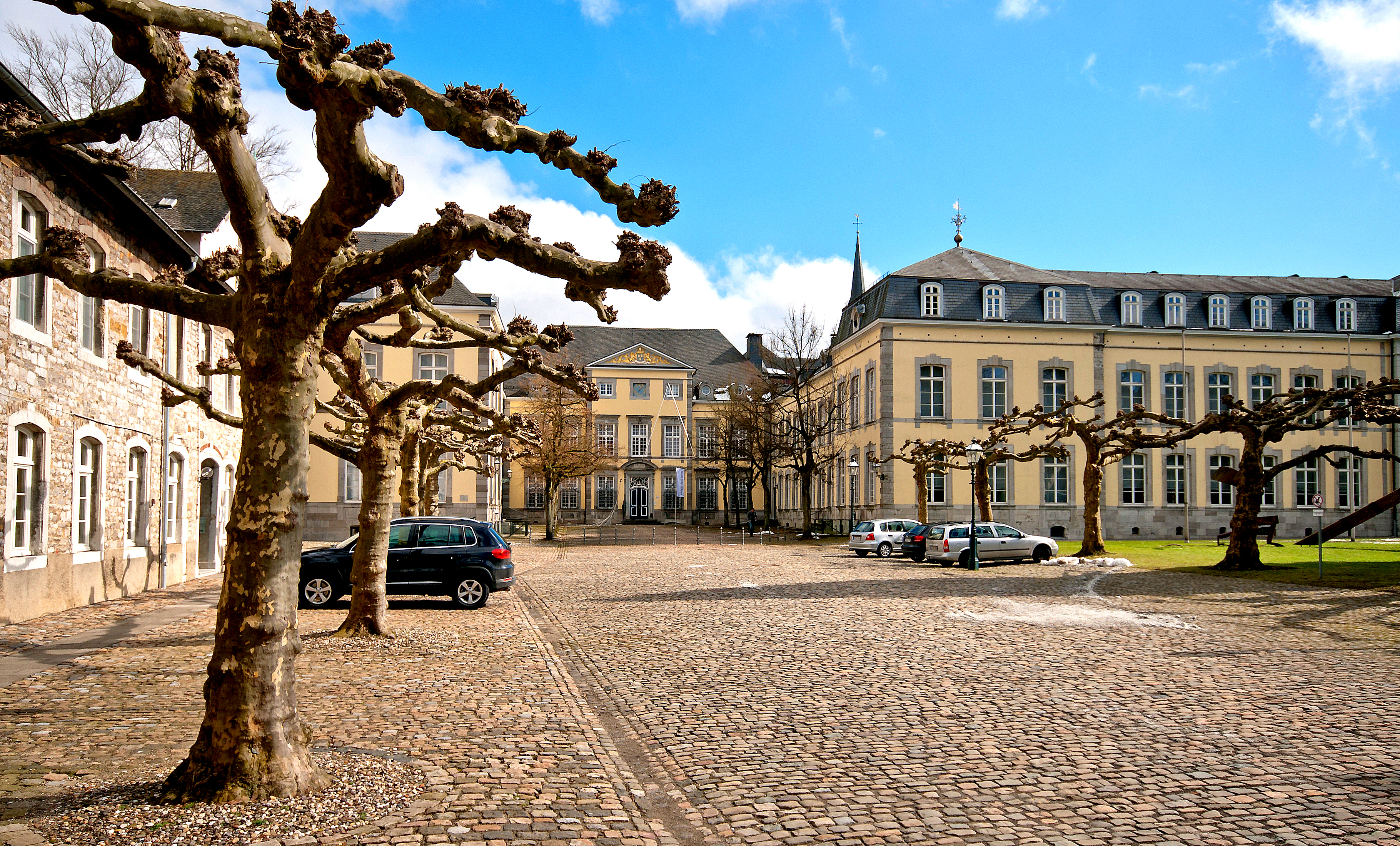
Reichsabtei Kornelimünster

Bereits um Christi Geburt wurden die ersten Gebäude der großen gallo-römischen Tempelanlage Varnenum mit überregionaler Bedeutung errichtet. Untersuchungen deuten auf eine Größe des Geländes von mindestens 150.000 Quadratmetern hin. Die Bezeichnung Varnenum geht auf die Weiheinschrift einer hier gefundenen Bronzetafel zurück. In der weiteren Umgebung werden noch Reste von Römerstraßen vermutet.
Im Jahr 814 gründete Benedikt von Aniane (750–821) mit Kaiser Ludwig dem Frommen, Nachfolger Karls des Großen, als Berater das Kloster Kornelimünster an dem Flüsschen Inde. Das Kloster war zunächst als Erlöserkloster an der Inde, kurz Inda, bekannt.
Mitte des 9. Jahrhunderts wurde das Kloster reichsunmittelbar und erhielt großen Landbesitz und die so genannten biblischen oder Salvator-Heiligtümer: Schürztuch, Schweißtuch und Grabtuch des Herrn.
875 wurde die Hälfte des Grabtuches gegen eine Kopfreliquie des Märtyrerpapstes Cornelius († 253) eingetauscht. Das Kloster wurde daraufhin Sancti Cornelii ad Indam, später Kornelimünster, genannt.
1500 wurde die Reichsfürstabtei Kornelimünster Teil des Niederrheinisch-Westfälischen Reichskreises.
1802 fiel das Kornelimünsterer Gebiet an Frankreich. Die Reichsabtei wurde, wie andere Klöster im französisch besetzten Rheinland, im gleichen Jahr mit einer Verordnung der französischen Regierung zur Säkularisation aufgehoben und die Mönche mussten das Kloster verlassen. Kornelimünster wurde eine Mairie im Kanton Burtscheid. 1815 fiel Kornelimünster an Preußen und wurde als Bürgermeisterei Teil des Landkreises Aachen im Regierungsbezirk Aachen. 1906 kamen wieder Benediktiner nach Kornelimünster und gründeten die Neue Benediktinerabtei Kornelimünster. Die alte Abteikirche St. Kornelius ist heute Pfarrkirche des Ortes. Die alten Abteigebäude sind im Besitz des Landes Nordrhein-Westfalen, das dort die Einrichtung Kunst aus Nordrhein-Westfalen betreibt. Im Außenbereich sind diverse Skulpturen aufgestellt.
1885 erfolgte die Anbindung an die zwischenzeitlich stillgelegte Vennbahn, eine Eisenbahnstrecke von Aachen-Rothe Erde nach Walheim, deren weiterer Ausbau in den folgenden Jahren bis nach Luxemburg führte.
Im Zweiten Weltkrieg erreichten die Kämpfe an der Westfront im Herbst 1944 den Süden von Aachen. Am 14. September 1944 nahmen US-amerikanische Einheiten Kornelimünster ein, ohne dass es dort zu größeren Zerstörungen kam. Bereits Ende September richtete die US-Armee das erste Gericht („summary court“) auf deutschem Gebiet in Kornelimünster ein.
1971 plädierte Kornelimünster zusammen mit Breinig, Mulartshütte, Roetgen, Venwegen und Walheim für die Bildung einer Gemeinde Münsterland. Doch das Kornelimünsterer Gebiet wurde am 1. Januar 1972 aus siedlungsgeografischen Erwägungen wie folgt aufgeteilt: Kornelimünster/Walheim wurde ein Stadtbezirk von Aachen und Breinig sowie Venwegen gingen an Stolberg. Aus Mulartshütte, Rott und Roetgen wurde die Gemeinde Roetgen gebildet, mit 8000 Einwohnern die kleinste Kommune im neuen Kreis Aachen.

## Religion

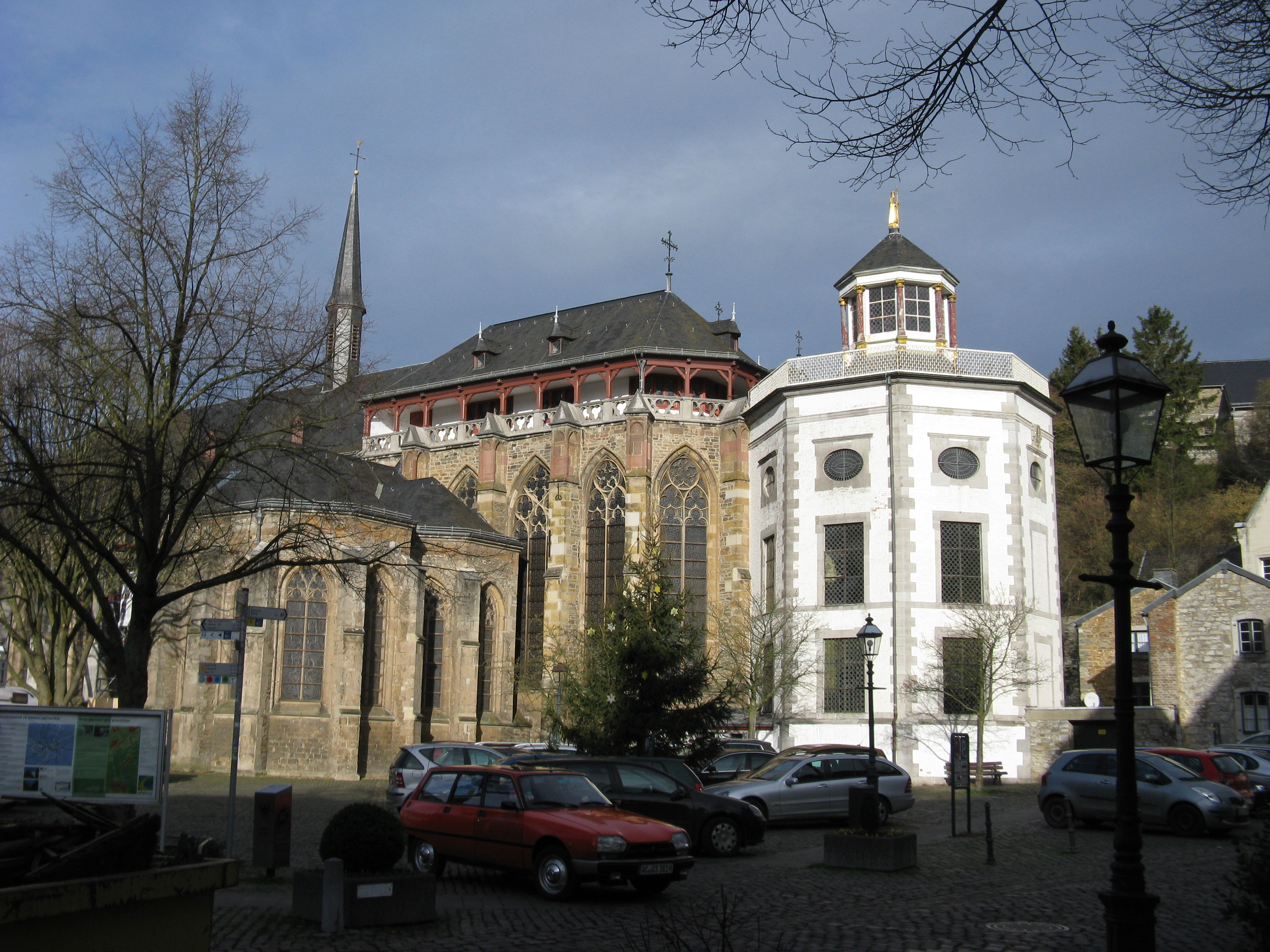
St. Kornelius Kornelimünster

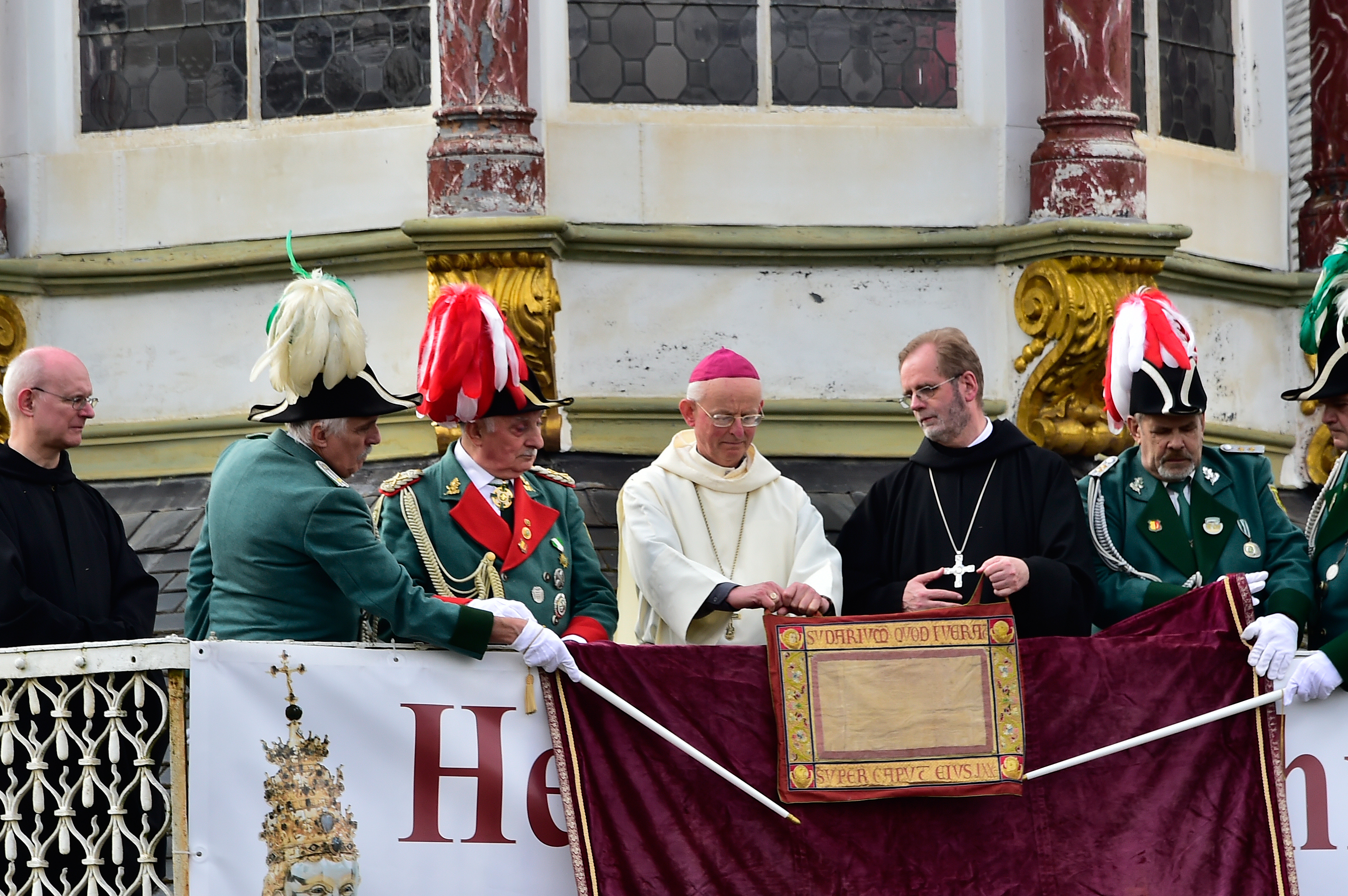
Heiligtumsfahrt Kornelimünster 2014

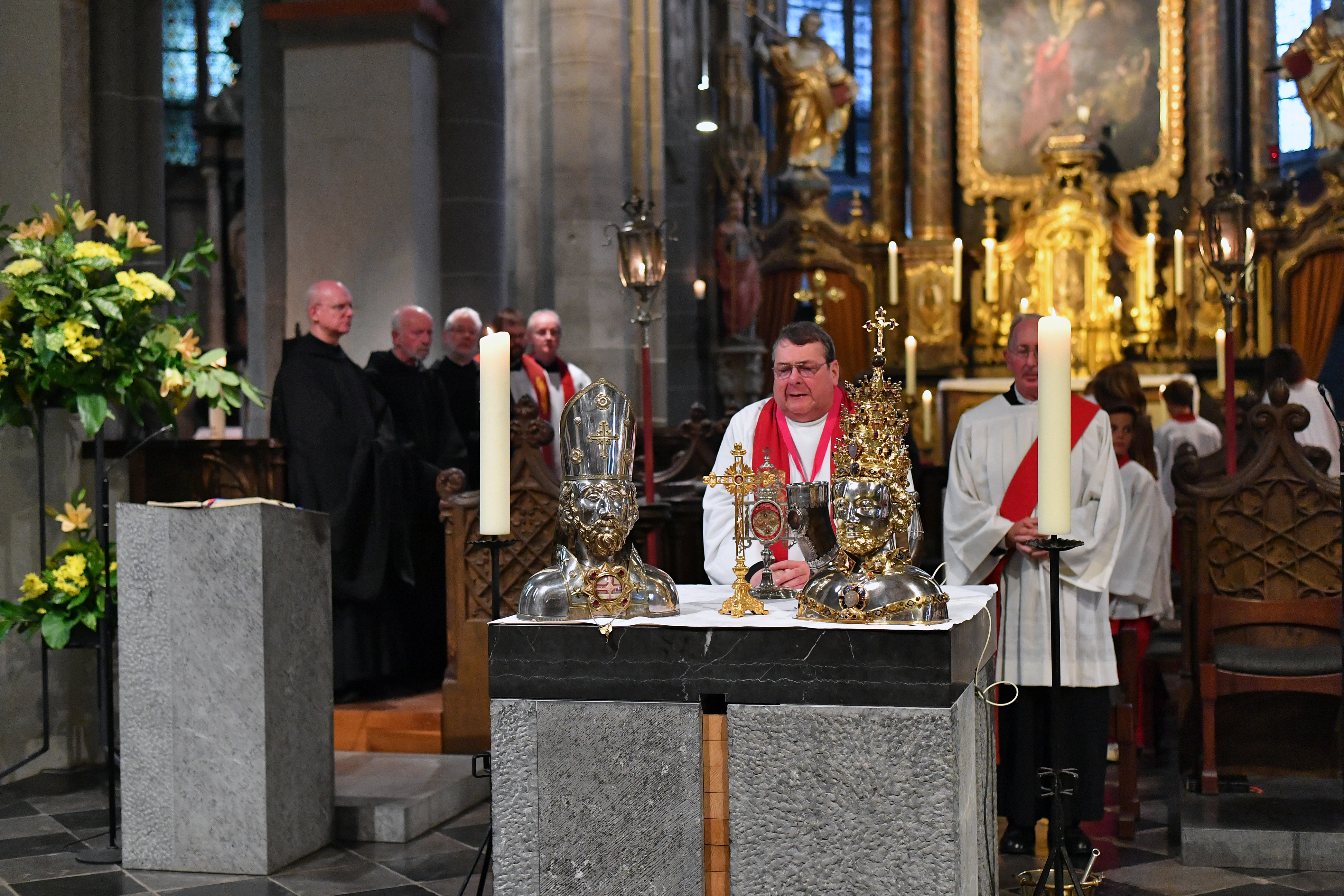
Korneli-Oktav

- Der Abt des Klosters besaß nach dem Erzbischof von Köln das Krönungsprivileg für deutsche Kaiser.
- Neben der Verehrung des Heiligen Kornelius und der Kornelioktav, einem achttägigen hohen Kirchenfest, hat die Heiligtumsfahrt Kornelimünster eine große Bedeutung und wird alle sieben Jahre zusammen mit der Heiligtumsfahrt Aachen und der Heiligtumsfahrt Mönchengladbach gefeiert.
- Kornelimünster ist Sitz der Evangelischen Kirchengemeinde Kornelimünster-Zweifall (ehemals Kirchengemeinde Zweifall). Sie existiert seit 1575. Sie erstreckt sich über fünf Ortsteile im Stolberger Süden und elf Ortsteile im Südraum der Stadt Aachen. Seit 1683 gibt es im Ortsteil Zweifall eine kleine evangelische Kirche. Als nach dem Zweiten Weltkrieg in den anderen Ortsteilen durch Flüchtlinge und den Wiederaufbau der Rheinisch-Westfälischen Technischen Hochschule hohe Zuwächse an Gemeindegliedern zu verzeichnen waren, wurde 1965 in Kornelimünster (seit 1972 zu Aachen gehörend) ein neues evangelisches Gemeindezentrum gebaut, das, bedingt durch die Erhöhung der Zahl der Gemeindeglieder, 1997 umgebaut und als eine neue Kirche errichtet wurde. Seit dem 1. Advent 2009 schmückt ein Kirchenfenster[5] der lokalen Künstlerin Janet Brooks Gerloff die Kirche an der Schleckheimer Straße, das vom Glasstudio Derix in Taunusstein gefertigt wurde.
- Gegenüber dem kommunalen Friedhof liegt der jüdische Friedhof Kornelimünster.

| Liste der Äbte von 815 bis 1803 | Liste der Äbte von 815 bis 1803 |
| --- | --- |
| - 815–821: Benedikt von Aniane - 821–842: Wikard - 843–851: Adelang - Syfort - Odelin - ?–881: Rodoard - 881–887: Revelong - ca. 892: Egilhard - ca. 914: Adagrin - ?–920: Erich - 920–931: Erenbald - 931–938: Balderich - ca. 948: Berthold I - ?–978: Nikard - 978–988: Hendrik I - ca. 997: Lantfried - Libertus - 1064–?: Winrich I - Richard - Gerhard - Dirk (Dietrich) - Rudolf - 1135–1155: Anno - Werner - 1212–1215: Florent I - 1220–1247: Florent II | - ca. 1248: Albert I - 1257–1258: Willem I - ?–1263: Siger - 1263–1271:Johan I - 1278–1309: Reinhold - 1310: Arnold I van Molenark - 1319–1321: Reimar - 1324–1333: Arnold II - 1340–1355: Richald - 1355–1380: Johan II van Löwendael - 1380–1392: Winrich II van Kintsweiler - 1392–1400: Bawin Barm van Metzenhausen - 1400–1407: Peter van Roden - 1407–1434: Winand van Rohr - 1434–1450: Hendrik II van Gertzen - 1450–1481: Herbert van Lulsdorf - 1491–1531: Hendrik van Binsfeld - 1573–1581: Nicolaus van Vorstheim - 1645–1652: Hendrik van Friemersdorf - 1652–1699: Bertram Gozewijn van Gevertshagen - 1699–1713: Rutger Stefan von Neuhoff-Ley - 1713–1744: Hyacinth Alphonse de Sluys - 1745–1764: Karl Ludwig von Sickingen-Ebernburg - 1764–1803: Matthias Ludwig von Plettenberg zu Engstfeld |

## Politik
Bürgermeister
- 1945–1952: Karl Siemons
- 1952–1956: Viktor Hoven, FDP
- 1969–1971: Egon von Reth

## Regelmäßige Veranstaltungen

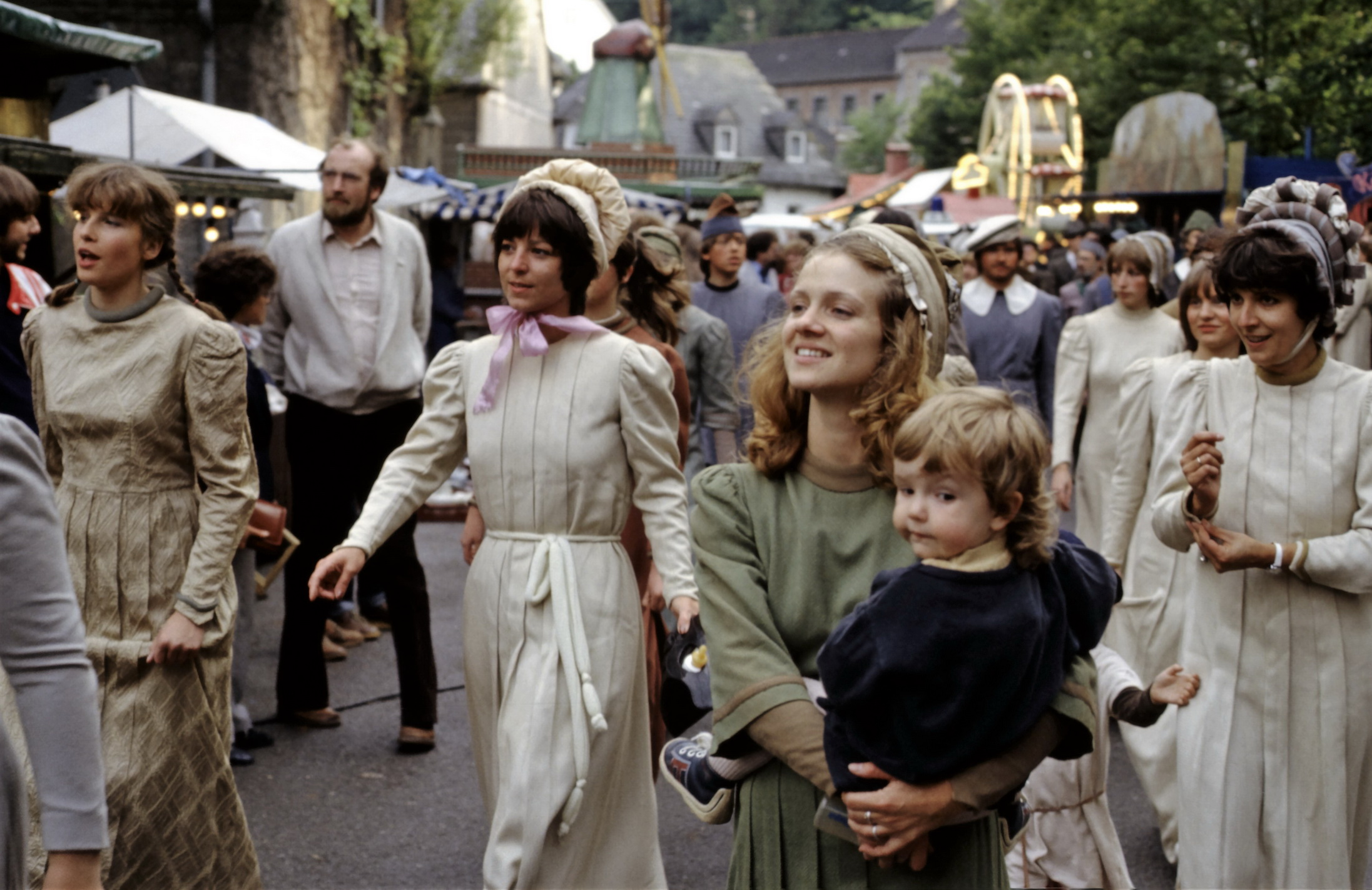
Historischer Jahrmarkt Kornelimünster

### Historischer Jahrmarkt
Ein historischer Jahrmarkt findet seit 1976 im Kornelimünster in jedem Jahr über Fronleichnam von mittwochs bis sonntags statt. Zum Jahrmarkt gehören über 100 Buden und nostalgische Fahrgeschäfte, Gaukler, Straßenmusikanten, alte Handwerkskunst und Stände, an denen dem Anlass angepasste Speisen und Getränke angeboten werden.
Die Besucher kommen aus Deutschland und dem niederländischen und belgischen Grenzgebiet. Seit 2002 organisiert der Zirkus Roncalli die Veranstaltung.

### Open-Air-Karnevalssitzung

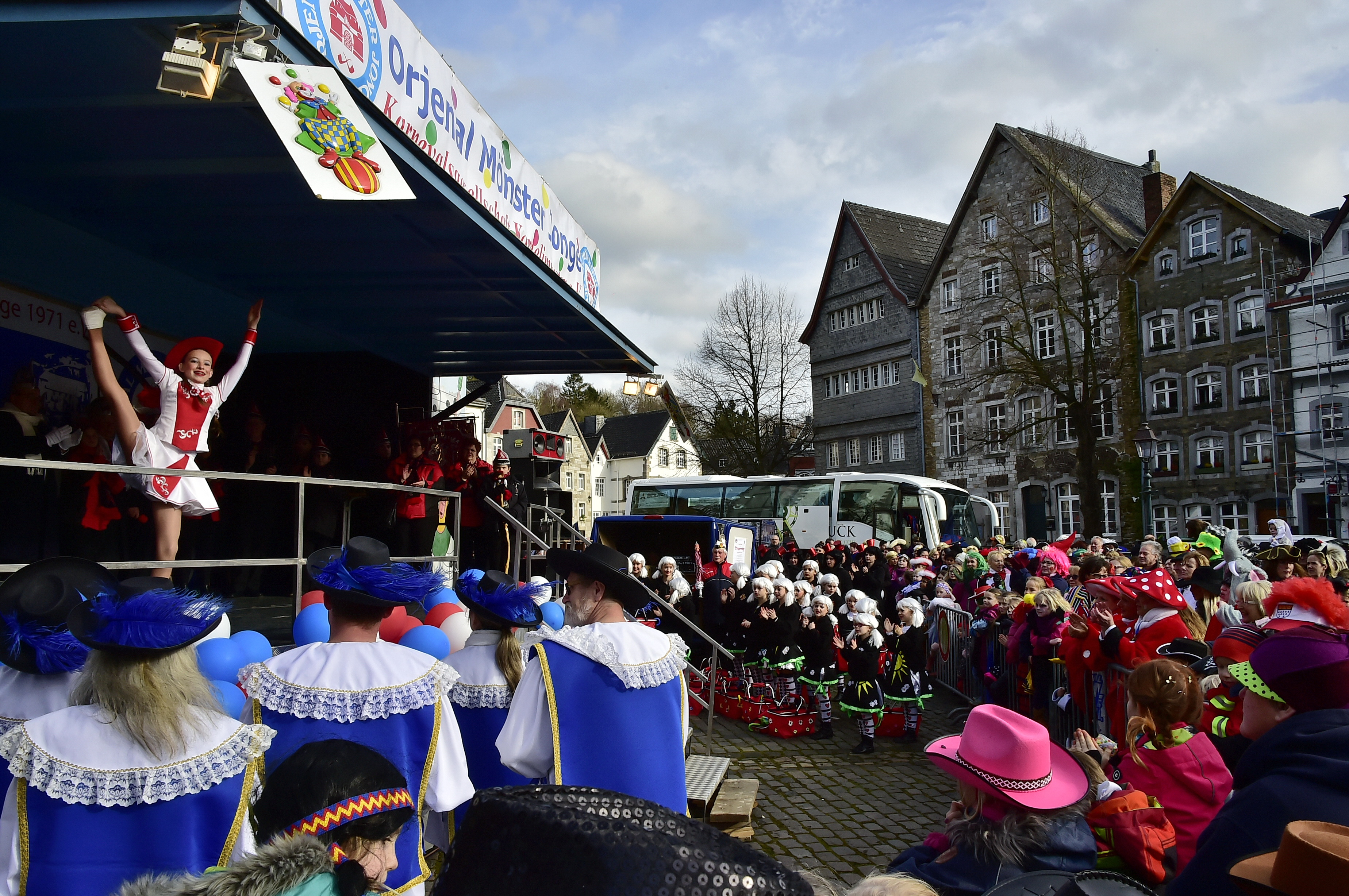
Open-Air-Marktsitzung

Seit 1977 findet jährlich, unter großer Beteiligung der überwiegend kostümierten Bevölkerung, am Karnevalssamstag eine Open-Air-Sitzung der Orjenal Mönster Jonge auf dem Korneliusmarkt statt. Karnevalsvereine aus der Region treten hier bei jedem Wetter kostenlos auf.
Schon am Mittwoch vor Karneval empfangen die Karnevalisten aus Kornelimünster das Narrenschiff „Blauwe Sjuut“ aus dem benachbarten niederländischen Heerlen.

### Weihnachtsmarkt
Am 1. Adventswochenende wird traditionell mitten im historischen Ortskern ein Weihnachtsmarkt durch die ortsansässigen Vereine organisiert.
Zum Verkauf werden Kunsthandwerkliches und Dekoratives angeboten. Attraktive kulinarische Angebote laden zum Verweilen ein.

### Lange Tafel
Vom Bürgerverein Kornelimünster wird jedes Jahr die Lange Tafel organisiert. Die Speisen bringen die Teilnehmer nach Belieben mit. Dabei gilt: jeder nach seinem Gusto! Egal ob selbstgemachtes Fingerfood oder Butterbrot oder mehrgängiges Menü. Der Bürgerverein sorgt für Gläser, Besteck und Gedeck. Getränke werden ebenfalls durch den Bürgerverein (inkl. Service am Tisch) angeboten.

## Naturschutzgebiet

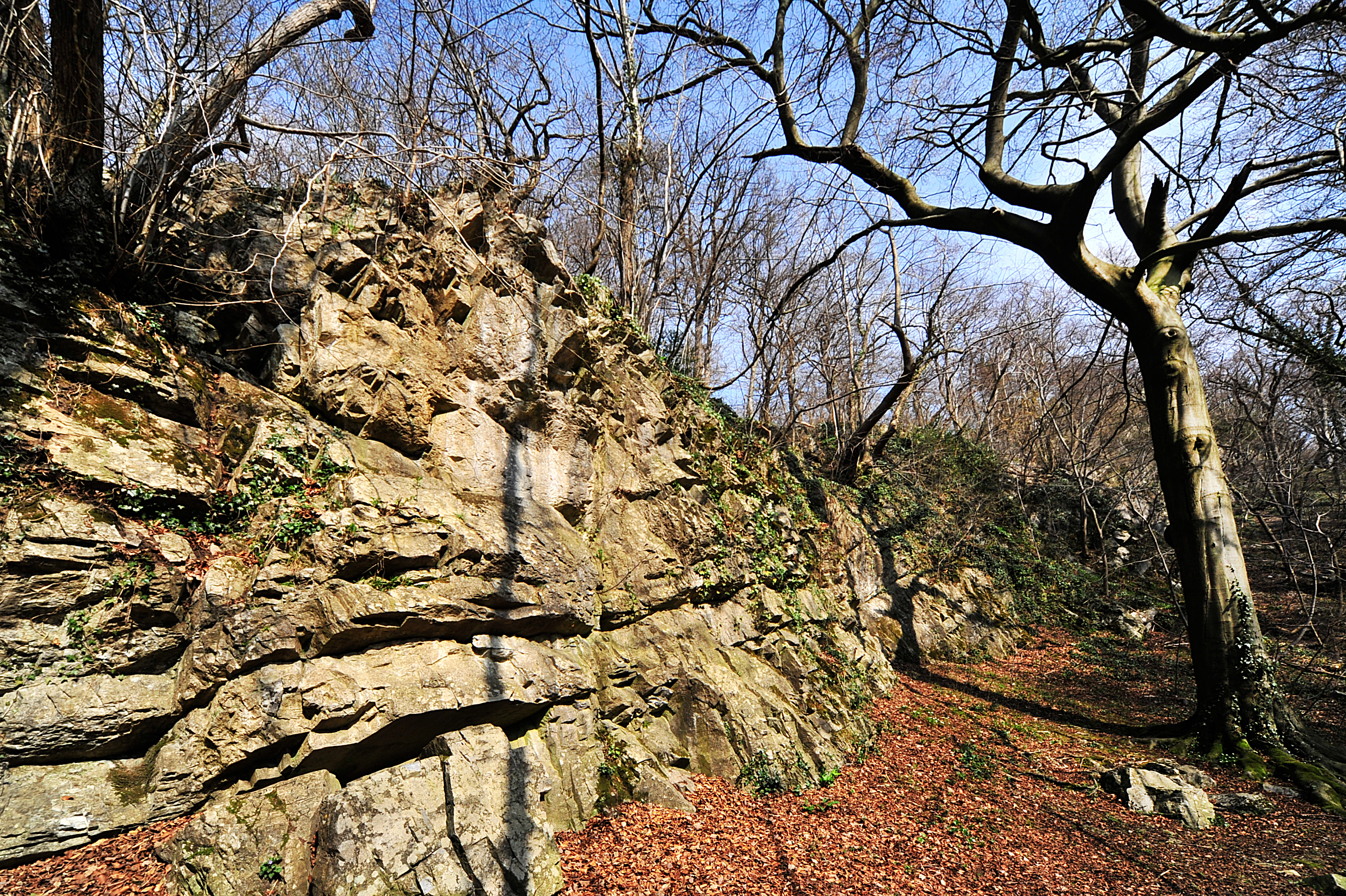
Naturschutzgebiet

Das Naturschutzgebiet Klauserwäldchen/Frankenwäldchen ist seit 1964 Naturschutzgebiet. Es gehört zu den bislang 12 ausgewiesenen Naturschutzgebieten der Stadt Aachen und ist das älteste von Aachen. Folgende Pflanzen findet man hier unter anderem: Orchideen, Bingelkraut, Anemonen, Lerchensporn und Waldmeister.

## Eifelsteig
Der 313 km lange Wanderweg Eifelsteig beginnt in Kornelimünster. Er führt quer durch die Eifel und endet in der römischen Kaiserstadt Trier.
Der Partnerweg des Eifelsteigs, die Inderoute, eignet sich zum Einstieg in die Eifelsteigwanderung.

## Hochwasser

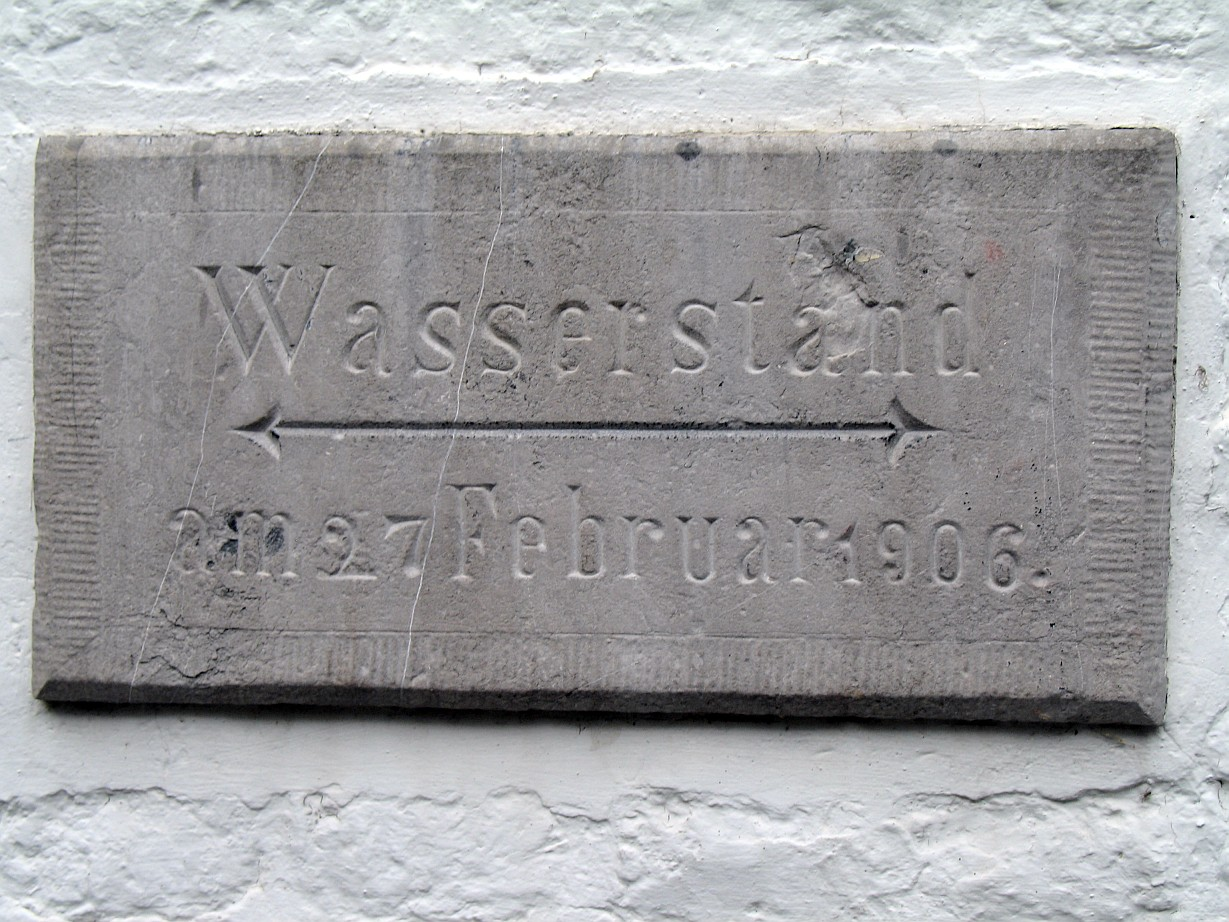
Flutmarke von 1906 am ehemaligen Rathaus
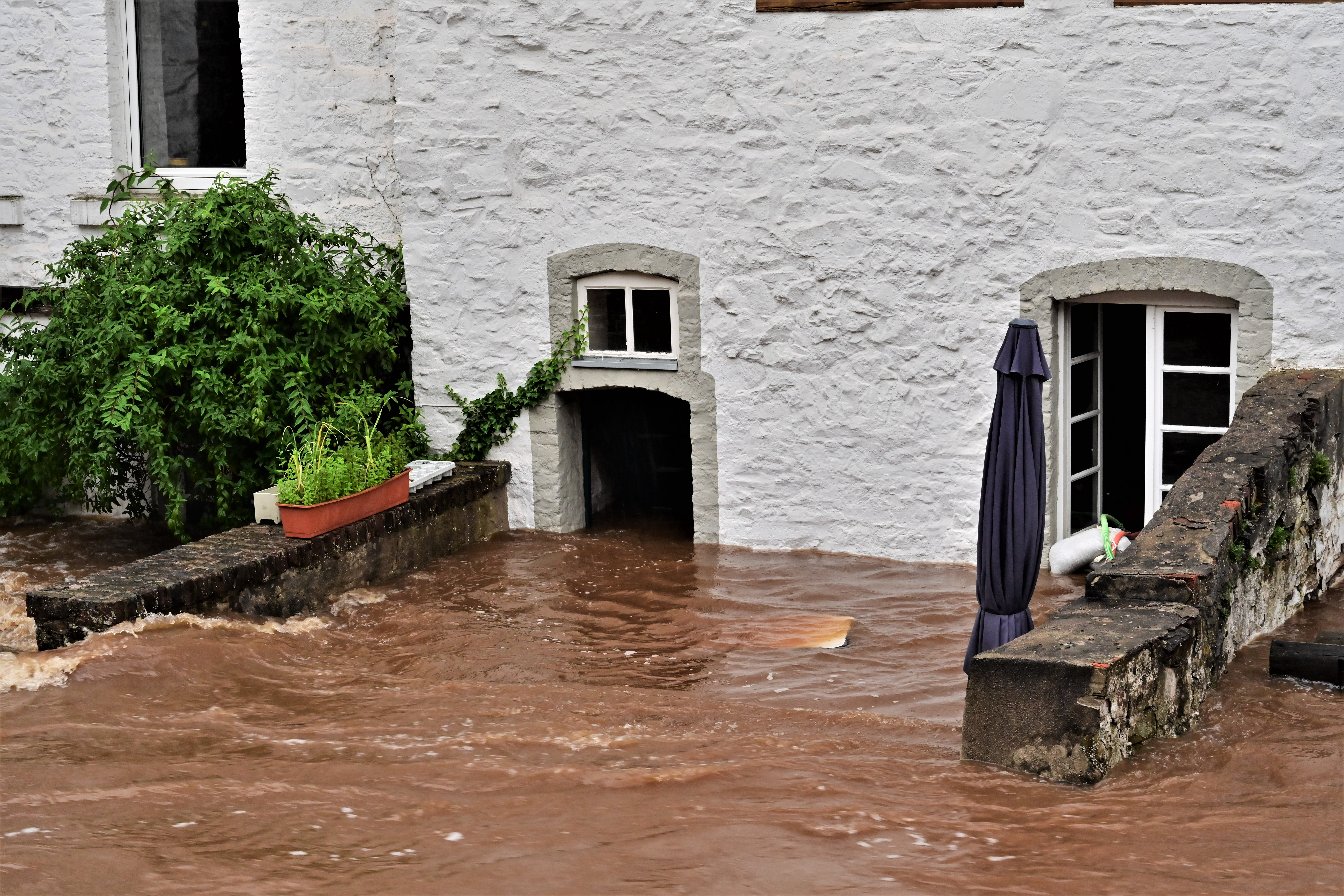
Hochwasser 2021

Nachdem Kornelimünster bereits im Jahr 1906 von einem starken Hochwasser betroffen war, traf in der Nacht vom 14. auf den 15. Juli 2021 die Hochwasserkatastrophe in West- und Mitteleuropa auch die Aachener Stadtteile Kornelimünster, Sief, Hahn und Friesenrath erneut mit voller Wucht. Das Jahrhunderthochwasser machte es notwendig den historischen Altstadtbereich von Kornelimünster rund um die alte Abtei und den Kornelius-Markt zu evakuieren.
Die Anwohner mussten in der Nacht vom 14. auf den 15. Juli 2021 ihre Häuser verlassen, um sich vor den unvorstellbaren Wassermassen zu schützen. Als sie am nächsten Tag wieder in den Ort zurückkehren konnten, bot sich ihnen ein Bild der Zerstörung. Schnell und unkompliziert haben danach sehr viele Menschen aus der Nachbarschaft ihre Hilfe angeboten und tatsächlich bei den Aufräumarbeiten geholfen.

## Wirtschaft und Infrastruktur

### Administratives
Bis zum 31. Dezember 2005 befand sich in Kornelimünster die Zentralnachweisstelle (ZNS). 60 Jahre nach Ende des Zweiten Weltkrieges und 50 Jahre nach ihrer Integration in das Bundesarchiv wurde dieser Standort planmäßig aufgelöst.

### Schienenverkehr

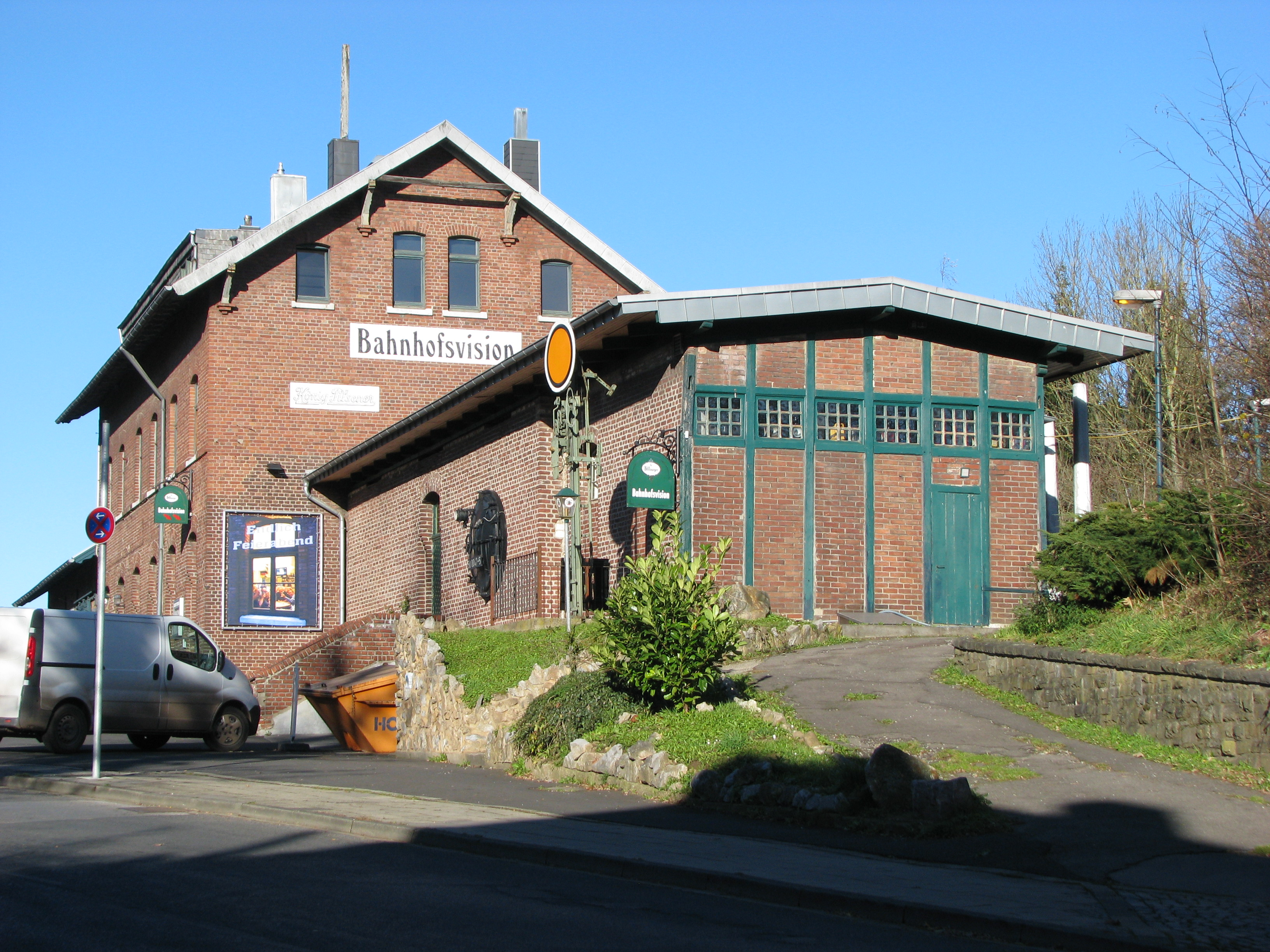
Bahnhof Kornelimünster
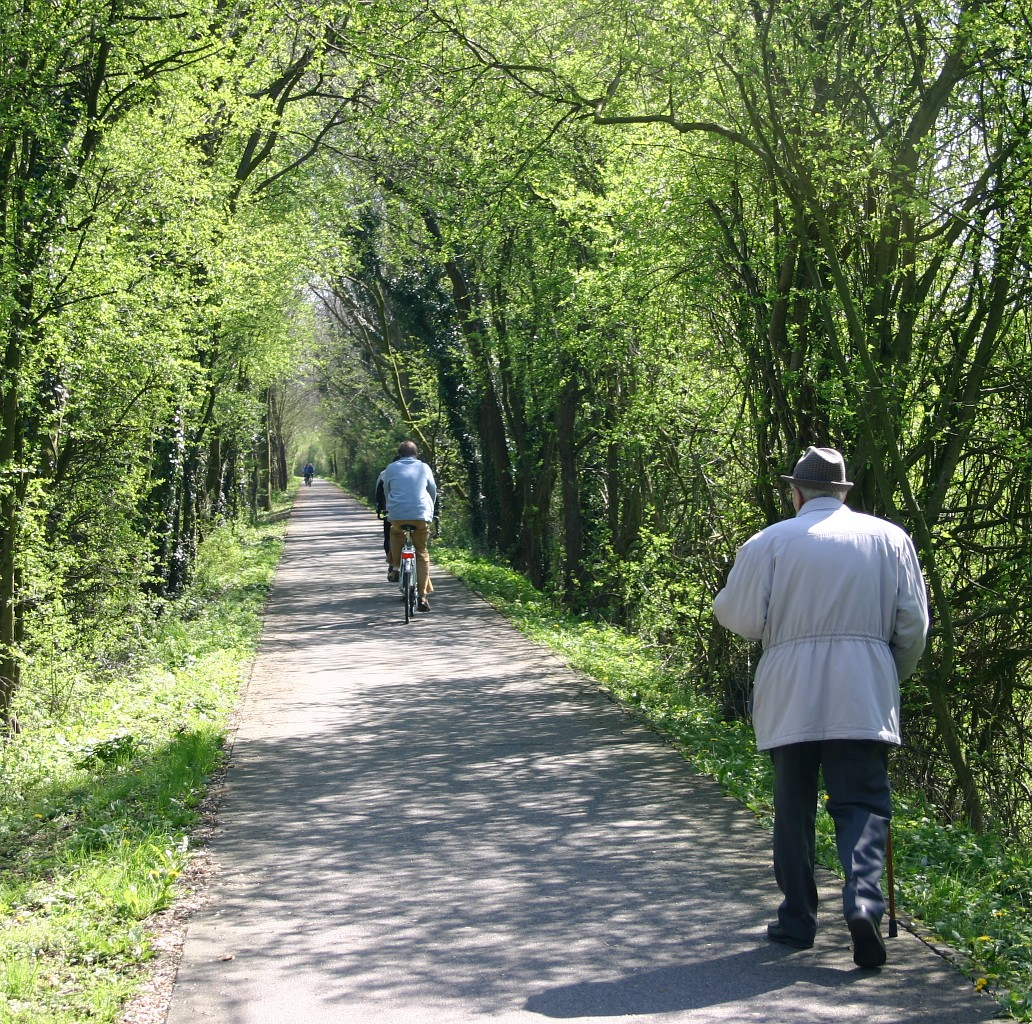
Vennbahnradweg 2005 zwischen Kornelimünster und Walheim

Mit Inbetriebnahme der Vennbahn im Jahr 1885 erhielt Kornelimünster einen Bahnhof und somit bis zur Stilllegung 1984 Anschluss nach Aachen bzw. Walheim und darüber hinaus.

### Fahrradverkehr
Mit Eröffnung des Vennbahnradweges im Jahr 2004 erhielt Kornelimünster eine direkt geführte und verkehrsfreie Radverkehrsanbindung nach Aachen. Die ehemalige Bahntrasse, die über 100 Jahre Aachen mit Luxemburg verband ist heute ein beliebter Radwanderweg. Der Vennbahnradweg ist mit seiner 125 km langen Strecke einer der längsten Bahntrassenradwege Europas. Der euregionale Radwanderweg führt durch Deutschland, Belgien und Luxemburg.

### Straßenverkehr
Kornelimünster liegt nicht mehr an der Bundesstraße 258, die Aachen und die Eifel verbindet; die Straße durch den Ort trägt heute die Bezeichnung Landesstraße 233. Die Bundesstraße wurde zur Auffahrt Aachen-Lichtenbusch verlegt. Die nächste Auffahrt zur Autobahn 44 (E40) ist Aachen-Brand. 

### Busverkehr
Die AVV-Buslinien 35, 55, 65, 66 und SB66 und X35 der ASEAG
verbinden Kornelimünster mit Aachen-Mitte, Vaals, Walheim und Monschau. Zusätzlich verkehren in den Nächten vor Samstagen sowie Sonn- und Feiertagen die Nachtexpresslinien N1, N5 und N60 der ASEAG.
| Linie | Betreiber | Verlauf |
| ----- | --------- | --- |
| 35    | ASEAG     | Vaals Grenze – Vaalserquartier – Westfriedhof – Schanz – Elisenbrunnen – Aachen Bushof – Kaiserplatz – Bf Rothe Erde – Forst – Brand – Kornelimünster – Walheim – Hahn – Breinig |
| 55    | ASEAG     | Vaals Grenze – Vaalserquartier – Westfriedhof – Schanz – Elisenbrunnen – Aachen Bushof – Kaiserplatz – Bf Rothe Erde – Forst – Brand – Kornelimünster – Schleckheim – Oberforstbach / Oberforstbach Gewerbegebiet – Lichtenbusch |
| 65    | ASEAG     | Elisenbrunnen – Aachen Bushof – Kaiserplatz – Bf Rothe Erde – Forst – Brand – Kornelimünster – Schleckheim – Oberforstbach Gewerbegebiet – Lichtenbusch |
| 66    | ASEAG     | Während der Sperrung der B258 in Konzen wird Konzen nur vom Schülerverkehr und vom NetLiner bedient. Aachen Bushof – Kaiserplatz – Josefskirche – Bf Rothe Erde – Forst – Brand – Kornelimünster – Walheim – Friesenrath – Roetgen –Konzen Bf. – Breitestr. - Am Gericht - Imgenbroich – Monschau |
| X35   | ASEAG     | Expressbus: Elisenbrunnen – Aachen Bushof – Kaiserplatz – Bf Rothe Erde – Brand – Kornelimünster – Walheim – Hahn |
| SB66  | ASEAG     | Während der Sperrung der B258 in Konzen wird Konzen nur vom Schülerverkehr und vom NetLiner bedient. Schnellbus: Aachen Bushof – Kaiserplatz – Scheibenstraße – Bf Rothe Erde – Brand – Kornelimünster – Walheim – Friesenrath – Roetgen – Konzen Bf. – Breitestr. - Am Gericht - Imgenbroich – Monschau |
| N1    | ASEAG     | Nachtexpress: nur in den Nächten vor Samstagen sowie Sonn- und Feiertagen Elisenbrunnen → Aachen Bushof → Kaiserplatz → Josefskirche → Bf Rothe Erde → Forst → Brand → Kornelimünster → Walheim → Schleckheim → Oberforstbach → Burtscheid → Marienhospital → Theater → Elisenbrunnen |
| N5    | ASEAG     | Nachtexpress: nur in den Nächten vor Samstagen sowie Sonn- und Feiertagen Aachen Bushof → Elisenbrunnen → Misereor → Aachen Hbf → Marienhospital → Burtscheid → Lichtenbusch → Oberforstbach → Schleckheim → Kornelimünster → Niederforstbach → Brand → Forst → Bf Rothe Erde → Frankenberger Viertel → Aachen Hbf → Misereor → Elisenbrunnen |
| N60   | ASEAG     | Während der Sperrung der B258 kann der Nachtexpress in Konzen nur die Haltestellen Konzen Bf. und Breitestr. bedienen. Aus Zeitgründen kann Imgenbroich nicht bedienen. Nachtexpress: nur in den Nächten vor Samstagen sowie Sonn- und Feiertagen Aachen Hauptbahnhof → Elisenbrunnen → Aachen Bushof → Kaiserplatz → Josefskirche → Bf Rothe Erde → Forst → Brand → Kornelimünster → Walheim → Hahn → Rott → Roetgen → Lammersdorf → Rollesbroich → Witzerath → Simmerath → Strauch Am Roßbach → Kesternich → Am Gericht → Konzen Breitestr. → Konzen Bf. → Roetgen → Friesenrath → Walheim |

### Angrenzende Orte
- Brand
- Schleckheim
- Venwegen
- Walheim
- Nütheim
- Breinig
- Dorff
- Krauthausen

## Kultur und Sehenswürdigkeiten
Im Zentrum des Orts liegt St. Kornelius, eine fünfschiffige Kirche im gotischen Baustil. Sie war ursprünglich die Klosterkirche der Reichsabtei Kornelimünster und wurde durch die in ihr aufbewahrten Christusreliquien zum Ziel zahlreicher Wallfahrten, besonders während der alle sieben Jahre stattfindenden Heiligtumsfahrt Kornelimünster.
Westlich der Kirche schließen sich die ehemaligen Abteigebäude als dreiflügelige Anlage im Stil des maasländischen Barocks an. In ihnen ist das Kunsthaus Nordrhein-Westfalen Kornelimünster untergebracht. Hier wird ein Einblick in die Gegenwart und Zukunft der Kunstszene in Nordrhein-Westfalen geboten. Aktuelle Entwicklungen der Kunst werden in Wechselausstellungen gezeigt.

## Persönlichkeiten
Söhne und Töchter der Gemeinde
- Johann Josef Brammertz (1668–1729), Orgelbauer
- Hubert Giesen (1898–1980), Pianist
- Viktor Hoven (1909–1968), Politiker (FDP), MdB, MdL (NRW)
- Joseph Löhr (1878–1956), römisch-katholischer Theologe und Kirchenrechtler
- Emil Pauls (1840–1911), Apotheker und Heimatforscher
- Mark Gillespie (* 1970), Gitarrist und Sänger